# Barco de mujeres a Gaza
El Barco de Mujeres a Gaza (Women's boat to Gaza) fue una iniciativa de la Coalición de la Flotilla de la Libertad en 2016 para desafiar el bloqueo naval israelí de la Franja de Gaza. Estaba formado por una tripulación totalmente femenina y el barco Zaytouna-Oliva. Partió de Barcelona el 14 de septiembre de 2016 y visitó Ajaccio, Córcega y Messina, Sicilia en el camino.  El 5 de octubre de 2016, la Marina israelí interceptó el barco de mujeres a Gaza y detuvo a la tripulación, que fueron llevadas al puerto Ashdod. Posteriormente, las activistas fueron deportadqs a sus países de origen.

## Objetivos
La Coalición de la Flotilla de la Libertad lanzó el Barco de Mujeres a Gaza para crear conciencia sobre el papel de las mujeres en el avance de la lucha palestina en los Territorios Palestinos y la diáspora. El Barco de Mujeres a Gaza también apoyó los objetivos de la campaña Boicot, Desinversión y Sanciones :
1. Poner fin a su ocupación y colonización de todas las tierras árabes y desmantelar el Muro ;
2. Reconociendo los derechos fundamentales de los ciudadanos árabe-palestinos de Israel a la plena igualdad; y
3. Respetar, proteger y promover los derechos de los refugiados palestinos a regresar a sus hogares y propiedades según lo estipulado en la Resolución 194 de la ONU.[6]

## Participantes
El Barco de Mujeres a Gaza tuvo un total de 26 participantes. El viaje se dividió en tres tramos: Barcelona a Ajaccio, Ajaccio a Messina y Messina a Gaza. Cada etapa fue tripulada por trece voluntarias alternando en diferentes etapas del viaje.
| País              | Personalidad          | Estado                                                                                                  |
| ----------------- | --------------------- | --- |
| Suecia            | Malin Björk           | Integrante del Parlamento Europeo del Partido de Izquierda Sueco                                        |
| Israel            | Yehudit Bárbara Ilany | Fotógrafa.                                                                                              |
| Chile             | Paulina de los Reyes  | Académica, Universidad de Estocolmo .                                                                   |
| Malasia           | Dra. Fauziah Hasan    | Médica.                                                                                                 |
| Australia         | Madeleine Habib       | Activista y marina.                                                                                     |
| España            | Rosana Pastora        | Actriz, directora/activista y política.                                                                 |
| Estados Unidos    | Ann Wright            | Líder de barco, militar retirada con grado de coronel del ejército de los Estados Unidos y diplomática. |
| España            | Lucía Muñoz Lucena    | Periodista Telesur .                                                                                    |
| España            | Jaldia Abubakra       | Activista.                                                                                              |
| Canadá            | Wendy Orfebre         | Trabajadora social y jefa de barco.                                                                     |
| Noruega           | Synne Sofie Reksten   | Estudiante y tripulación.                                                                               |
| Suecia            | Emma Rinqvist         | Profesora de música y equipo.                                                                           |
| Estados Unidos    | Kitt Kittredge        | Activista por la paz.                                                                                   |
| Estados Unidos    | Lisa Gay Hamilton     | Actriz.                                                                                                 |
| Argelia           | Khadija Benguenna     | Periodista de Al-Jazeera.                                                                               |
| Túnez             | Latifa Habachi        | Abogada, política e integrante de la Asamblea de Representantes del Pueblo tunecino.                    |
| Egipto            | Hayat Al Yamani       | Periodista Al Jazeera Mubasher Al-'Amma .                                                               |
| Malasia           | Norsham Binti Abubakr | Gerente de Servicios de Apoyo en el Hospital de Especialistas An-Nur.                                   |
| Irlanda del Norte | Mairead Maguire       | Activista por la paz y Premio Nobel de la Paz .                                                         |
| Nueva Zelanda     | Marama Davidson       | Diputadoa Verde, ecologista y activista de derechos humanos.                                            |
| Suecia            | Jeanette Escanilla    | Integrante del Parlamento del Partido de la Izquierda Sueco.                                            |
| Argelia           | Samira Douafia        | Integrante de la Asamblea Nacional del Pueblo Argelino.                                                 |
| Sudáfrica         | Leigh-Ann Naidoo      | Jugadora de voleibol de playa.                                                                          |
| Rusia             | Hoda Rakhme           | Camarógrafa y editora de Al-Jazeera.                                                                    |
| Reino Unido       | Mina Harballou        | Periodista de Al-Jazeera.                                                                               |
| España            | Sandra Barrilaro      | Fotógrafa.                                                                                              |

## Buques
El Zaytouna-Oliva fue el único barco de la expedición Women's Boat to Gaza. El Oliva lleva el nombre de un barco de protección civil en el que navegó el periodista italiano Vittorio Arrigoni antes de su asesinato por un grupo militante palestino en Gaza en 2011. Un segundo barco llamado Amal-Hope originalmente debía participar, pero se retiró posteriormente. 

## Organizaciones participantes
Las organizaciones y campañas que participan en el Barco de Mujeres a Gaza han incluido el Barco de Suecia a Gaza, el Barco de Noruega a Gaza, el Barco Canadiense a Gaza, la Flotilla de la Libertad de Italia, la Alianza Sudafricana de Solidaridad con Palestina, el Rumbo a Gaza de España, el Comité Internacional para Romper la Siege of Gaza, US Boat to Gaza, Kia Ora Gaza con sede en Nueva Zelanda y Free Gaza Australia . 